# Francesca Woodman
Francesca Woodman (Denver, 3 aprile 1958 – New York, 19 gennaio 1981) è stata una fotografa statunitense.
Fu, nonostante una vita breve, un'artista fotografica influente e importante per gli ultimi decenni del XX secolo.

## Biografia
Francesca Woodman crebbe in una famiglia di artisti: il padre George è un pittore mentre la madre Betty è una ceramista. Trascorse diversi anni e molte vacanze estive della sua infanzia a Firenze, dove frequentò il secondo anno di scuola elementare e prese lezioni di pianoforte.
Appariva in molte delle proprie fotografie e il suo lavoro si concentrava soprattutto sul suo corpo e su ciò che lo circondava, riuscendo spesso a fonderli insieme con abilità.
Woodman usava in gran parte esposizioni lunghe o la doppia esposizione, in modo da poter partecipare attivamente all'impressionamento della pellicola.
Nelle sue foto compaiono anche l'amica fotografa Sloan Rankin Keck e il compagno Benjamin Moore.
Originaria del Colorado, trascorse lunghi periodi in Italia, i suoi genitori avevano acquistato una proprietà nella campagna nei dintorni di Antella, vicino a Firenze. Con la macchina fotografica ritrasse nudi femminili in bianco e nero, talvolta con il volto oscurato, ottenendo effetti sfocati grazie al movimento ed al lungo periodo di esposizione, che conferiscono l'effetto di una fusione dei corpi con l'ambiente circostante. I critici riscontrano nelle sue immagini l'influenza del surrealismo poiché è manifesto in esse il desiderio di spezzare il codice delle apparenze; inoltre l'artista manifestò l'adesione alla tradizione surrealista attraverso la volontà di non fornire spiegazioni sulle proprie opere.

## Carriera
Scopre la fotografia molto giovane, sviluppando le sue prime foto a soli 13 anni. Tra il 1975 e il 1979 frequenta la Rhode Island School of Design (RISD), dove si appassiona alle opere di Man Ray, Duane Michals e Arthur Fellig Weegee. In questo periodo torna in Italia, a Roma, per frequentare i corsi europei della RISD con l'amica e collega Sloan Rankin. Qui si appassiona alle opere di Max Klinger e conosce, tra gli altri, anche Sabina Mirri, Edith Schloss, Giuseppe Gallo, Enrico Luzzi e Suzanne Santoro. Frequenta anche l'ambiente artistico della Transavanguardia Italiana. Il 20 marzo 1978 espone i suoi lavori, in occasione della sua prima mostra personale “Immagini” nella galleria libreria Maldoror di Giuseppe (Cristiano) Casetti e Paolo Missigoi. Nel gennaio del 1981 pubblica la sua prima (e unica, da viva) collezione di fotografie, dal titolo Some Disordered Interior Geometries ("alcune disordinate geometrie interiori"). Nel corso dello stesso mese si toglie la vita gettandosi da un palazzo di New York all'età di 22 anni.